# Kryterium Cauchy’ego zagęszczające
Kryterium Cauchy’ego zagęszczające (także kryterium kondensacyjne, kryterium zagęszczania) – kryterium zbieżności szeregów o wyrazach nieujemnych udowodnione przez Cauchy’ego. Rozszerzeniem kryterium Cauchy’ego zagęszczającego jest kryterium Schlömilcha zagęszczające.

## Kryterium
Niech dany będzie szereg liczbowy
|  |  | {\displaystyle \sum _{n=1}^{\infty }a_{n},} |  | (A) |

którego ciąg wyrazów jest nierosnący oraz {\displaystyle a_{n}\geqslant 0} dla wszelkich {\displaystyle n.} Ponadto, niech dany będzie szereg
|  |  | {\displaystyle \sum _{n=1}^{\infty }2^{n}\cdot a_{2^{n}}.} |  | (B) |

Wówczas szereg (A) jest zbieżny wtedy i tylko wtedy, gdy szereg (B) jest zbieżny.
W sformułowaniu kryterium Cauchy’ego zagęszczającego szereg (B) można zastąpić szeregiem
{\displaystyle \sum _{n=1}^{\infty }p^{n}\cdot a_{p^{n}}}
dla dowolnej niezerowej liczby naturalnej {\displaystyle p}.

## Dowód
W dowodzie wygodnie jest użyć notacji funkcyjnej; niech
{\displaystyle f(n)=a_{n}\quad (n\in \mathbb {N} ).}
Ponieważ ciąg {\displaystyle (f(n))} jest nierosnący, zachodzą oszacowania
{\displaystyle 0\leqslant \sum _{n=1}^{\infty }f(n)\ {\stackrel {(1)}{\leqslant }}\ \sum _{n=0}^{\infty }2^{n}f(2^{n})\ {\stackrel {(2)}{\leqslant }}\ 2\sum _{n=1}^{\infty }f(n)\leqslant \infty .}
Istotnie, nierówność (1) wynika z oszacowania:
{\displaystyle {\begin{array}{rcccccccl}\sum \limits _{n=1}^{\infty }f(n)&=&f(1)&+&f(2)+f(3)&+&f(4)+f(5)+f(6)+f(7)&+&\ldots \\&=&f(1)&+&{\Big (}f(2)+f(3){\Big )}&+&{\Big (}f(4)+f(5)+f(6)+f(7){\Big )}&+&\ldots \\&\leqslant &f(1)&+&{\Big (}f(2)+f(2){\Big )}&+&{\Big (}f(4)+f(4)+f(4)+f(4){\Big )}&+&\ldots \\&=&f(1)&+&2f(2)&+&4f(4)&+&\ldots =\sum \limits _{n=0}^{\infty }2^{n}f(2^{n})\end{array}}.}
Nierówność (2) wynika natomiast z oszacowania:
{\displaystyle {\begin{array}{rcl}\sum \limits _{n=0}^{\infty }2^{n}f(2^{n})&=&f(1)+{\Big (}f(2)+f(2){\Big )}+{\Big (}f(4)+f(4)+f(4)+f(4){\Big )}+\ldots \\&=&{\Big (}f(1)+f(2){\Big )}+{\Big (}f(2)+f(4)+f(4)+f(4){\Big )}+\ldots \\&\leqslant &{\Big (}f(1)+f(1){\Big )}+{\Big (}f(2)+f(2)+f(3)+f(3){\Big )}+\ldots =2\sum \limits _{n=1}^{\infty }f(n)\end{array}}.}
Z kryterium porównawczego wynika zatem, że szereg (A) jest zbieżny wtedy i tylko wtedy, szereg (B) jest zbieżny.

## Przykłady zastosowania
- Szereg harmoniczny

{\displaystyle \sum _{n=1}^{\infty }{\frac {1}{n}}}
jest rozbieżny. Istotnie,
{\displaystyle \sum _{n=1}^{\infty }2^{n}\cdot {\frac {1}{2^{n}}}=1+1+1+\ldots =\infty }.
- Szereg

{\displaystyle \sum _{n=2}^{\infty }{\frac {1}{n\cdot \ln n}}}
jest rozbieżny. Istotnie,
{\displaystyle \sum _{n=2}^{\infty }2^{n}\cdot {\frac {1}{2^{n}\cdot \ln 2^{n}}}=\sum _{n=1}^{\infty }{\frac {1}{n\cdot \ln 2}}=\infty ,}
co wynika z rozbieżności szeregu harmonicznego.

## Literatura dodatkowa
- Karl R. Stromberg: An Introduction to Classical Real Analysis. Providence, Rhode Island: AMS Chelsea Publishing, 2015. ISBN 978-1-4704-2544-9.